# Encarnação do Demônio
Encarnação do Demônio è un film del 2008 diretto da José Mojica Marins.

## Trama
Viene finalmente rilasciato dopo 40 anni di carcere, il becchino massacratore di donne, Zé do Caixão. È invecchiato, ma di nuovo nelle strade, è sempre ossessionato a trovare una donna con cui concepire un figlio perfetto.